# Pythons Milano
La società Pythons Milano è stata una delle squadre storiche di football americano di Milano. Disputò il suo primo campionato nel 1985 ed il suo ultimo campionato nel 1993. Nel 1994, infatti, la società si fuse con i Pharaones Milano.

## Le divise
- I colori sociali della squadra erano il french blue ed il giallo.
- Il casco blu, ornato da una striscia gialla centrale, sfoggiava l'adesivo del pitone, anch'esso di colore giallo.
- In un secondo momento il blu navy sostituì il blu elettrico e sul casco venne presentata la scritta Pyths (la abbreviazione della parola Pythons).

## Dettaglio stagioni

### Tornei nazionali

#### Campionato

##### Serie A1
| Stagione | Regular Season | Regular Season | Regular Season | Regular Season | Regular Season | Regular Season | Play-off | Play-off | Play-off | Play-off | Play-off | Play-off         | Play-off       |
|          | Vin            | Par            | Per            | %              | PF             | PS             | Vin      | Per      | %        | PF       | PS       | Risultato        | Avversaria     |
| -------- | -------------- | -------------- | -------------- | -------------- | -------------- | -------------- | -------- | -------- | -------- | -------- | -------- | ---------------- | -------------- |
| 1991     | 3              | 0              | 6              | .333           | 239            | 277            | -        | -        | -        | -        | -        | -                | -              |
| 1992     | 3              | 1              | 8              | .292           | 248            | 312            | -        | -        | -        | -        | -        | -                | -              |
| 1993     | 5              | 0              | 5              | .500           | 218            | 266            | 0        | 1        | -        | 44       | 64       | Quarti di finale | Chiefs Ravenna |
| Totale   | 11             | 1              | 19             | .371           | 705            | 855            | 0        | 1        | .000     | 44       | 64       |                  |                |

##### Serie A2/B
| Stagione | Regular Season | Regular Season | Regular Season | Regular Season | Regular Season | Regular Season | Play-off | Play-off | Play-off | Play-off | Play-off | Play-off                | Play-off          |
|          | Vin            | Par            | Per            | %              | PF             | PS             | Vin      | Per      | %        | PF       | PS       | Risultato               | Avversaria        |
| -------- | -------------- | -------------- | -------------- | -------------- | -------------- | -------------- | -------- | -------- | -------- | -------- | -------- | ----------------------- | ----------------- |
| 1987     | 7              | 0              | 3              | .700           | 126            | 91             | 0        | 1        | .000     | 14       | 36       | Ottavi di finale        | Bears Merano      |
| 1988     | 7              | 0              | 1              | .875           | 132            | 39             | 1        | 1        | .500     | 50       | 29       | Sedicesimi di finale    | Towers Bologna    |
| 1989     | 6              | 0              | 2              | .750           | 131            | 64             | 0        | 1        | .000     | 20       | 21       | Trentaduesimi di finale | Black Knights Rho |
| 1990     | 7              | 0              | 2              | .778           | 363            | 138            | 0        | 1        | .000     | 18       | 22       | Trentaduesimi di finale | Aquile Ferrara    |
| Totale   | 27             | 0              | 8              | .771           | 752            | 332            | 1        | 4        | .200     | 102      | 108      |                         |                   |

##### Serie C
| Stagione | Regular Season | Regular Season | Regular Season | Regular Season | Regular Season | Regular Season | Play-off | Play-off | Play-off | Play-off | Play-off | Play-off  | Play-off   |
|          | Vin            | Par            | Per            | %              | PF             | PS             | Vin      | Per      | %        | PF       | PS       | Risultato | Avversaria |
| -------- | -------------- | -------------- | -------------- | -------------- | -------------- | -------------- | -------- | -------- | -------- | -------- | -------- | --------- | ---------- |
| 1985     | 3              | 1              | 6              | .350           | 110            | 153            | -        | -        | -        | -        | -        | -         | -          |
| 1986     | 6              | 0              | 2              | .750           | 264            | 84             | -        | -        | -        | -        | -        | -         | -          |
| Totale   | 9              | 1              | 8              | .528           | 374            | 237            |          |          |          |          |          |           |            |

### Tornei giovanili

#### Under 21
| Stagione | Regular Season | Regular Season | Regular Season | Regular Season | Regular Season | Regular Season | Play-off | Play-off | Play-off | Play-off | Play-off | Play-off  | Play-off      |
|          | Vin            | Par            | Per            | %              | PF             | PS             | Vin      | Per      | %        | PF       | PS       | Risultato | Avversaria    |
| -------- | -------------- | -------------- | -------------- | -------------- | -------------- | -------------- | -------- | -------- | -------- | -------- | -------- | --------- | ------------- |
| 1990     | ?              | ?              | ?              | ?              | ?              | ?              | -        | -        | -        | -        | -        | -         | -             |
| 1991     | ?              | ?              | ?              | ?              | ?              | ?              | -        | -        | -        | -        | -        | -         | -             |
| 1992     | ?              | ?              | ?              | ?              | ?              | ?              | 2        | 0        | 1        | 45       | 35       | Youngbowl | Frogs Legnano |
| Totale   | ?              | ?              | ?              | ?              | ?              | ?              | 2        | 0        | 1        | 45       | 35       |           |               |

#### Under 20
| Stagione | Regular Season | Regular Season | Regular Season | Regular Season | Regular Season | Regular Season | Play-off | Play-off | Play-off | Play-off | Play-off | Play-off  | Play-off   |
|          | Vin            | Par            | Per            | %              | PF             | PS             | Vin      | Per      | %        | PF       | PS       | Risultato | Avversaria |
| -------- | -------------- | -------------- | -------------- | -------------- | -------------- | -------------- | -------- | -------- | -------- | -------- | -------- | --------- | ---------- |
| 1988     | 0              | 0              | 4              | .000           | 6              | 94             | -        | -        | -        | -        | -        | -         | -          |
| 1989     | 3              | 0              | 3              | .500           | 78             | 77             | -        | -        | -        | -        | -        | -         | -          |
| 1993     | ?              | ?              | ?              | ?              | ?              | ?              | ?        | ?        | ?        | ?        | ?        | ?         | ?          |
| Totale   | 3+?            | 0+?            | 7+?            | ?              | 84+?           | 171+?          | ?        | ?        | ?        | ?        | ?        |           |            |

Fonte: Enciclopedia del Football